# Драгове (Сали)
Драгове (хорв. Dragove) — населений пункт у Хорватії, у Задарській жупанії у складі громади Сали.

## Населення
Населення за даними перепису 2011 року становило 36 осіб.
Динаміка чисельності населення поселення:

## Клімат
Середня річна температура становить 15,46 °C, середня максимальна – 26,29 °C, а середня мінімальна – 3,83 °C. Середня річна кількість опадів – 842 мм.
| Клімат поселення                              | Клімат поселення | Клімат поселення | Клімат поселення | Клімат поселення | Клімат поселення | Клімат поселення | Клімат поселення | Клімат поселення | Клімат поселення | Клімат поселення | Клімат поселення | Клімат поселення | Клімат поселення |
| Показник                                      | Січ.             | Лют.             | Бер.             | Квіт.            | Трав.            | Черв.            | Лип.             | Серп.            | Вер.             | Жовт.            | Лист.            | Груд.            |                  |
| Середній максимум, °C                         | 12,39            | 12,17            | 13,69            | 16,91            | 21,99            | 26,17            | 26,29            | 26,09            | 21,63            | 18,56            | 14,57            | 11,43            |                  |
| Середня температура, °C                       | 8,23             | 7,99             | 9,53             | 12,75            | 17,84            | 22,01            | 24,41            | 24,20            | 19,73            | 16,67            | 12,68            | 9,55             |                  |
| Середній мінімум, °C                          | 4,06             | 3,83             | 5,36             | 8,57             | 13,65            | 17,83            | 22,52            | 22,33            | 17,85            | 14,79            | 10,79            | 7,66             |                  |
| Норма опадів, мм                              | 72               | 60               | 61               | 65               | 59               | 53               | 29               | 50               | 95               | 104              | 104              | 90               |                  |
| Середньомісячна швидкість вітру, м/с          | 3.05             | 3.17             | 3.31             | 3.15             | 2.75             | 2.56             | 2.56             | 2.46             | 2.68             | 2.87             | 3.47             | 3.33             |                  |
| Середньомісячна сонячна радіація, кДж/м²·день | 4981             | 7779             | 11511            | 16344            | 20783            | 22975            | 24581            | 21319            | 15598            | 9985             | 5420             | 4251             |                  |
| --------------------------------------------- | ---------------- | ---------------- | ---------------- | ---------------- | ---------------- | ---------------- | ---------------- | ---------------- | ---------------- | ---------------- | ---------------- | ---------------- | ---------------- |
| Джерело:                                      |                  |                  |                  |                  |                  |                  |                  |                  |                  |                  |                  |                  |                  |